# Poggio di Venaco
Poggio di Venaco (in francese Poggio-di-Venaco, in corso U Poghju di Venacu) è un comune francese di 198 abitanti situato nel dipartimento dell'Alta Corsica nella regione della Corsica. Una via è dedicata a questo paese nel Comune di Roma nel Q. XXXIV di Lido di Ostia Levante.

## Società

### Evoluzione demografica
Abitanti censiti

## Infrastrutture e trasporti
Il territorio comunale è attraversato dalla linea ferroviaria a scartamento metrico Bastia – Ajaccio. La fermata più vicina sorge nel vicino comune di Riventosa e, trovandosi ad un chilometro di distanza dal centro abitato di Poggio di Venaco, prende il nome da entrambe le località. L'impianto è una fermata a richiesta della relazione TER Bastia – Ajaccio.